# Beatriz Fernández
Beatriz Fernández Ibáñez (Santander, 1985. március 19. –) spanyol válogatott kézilabdázó, posztja szerint átlövő vagy irányító.
"Bea" Fernández első jelentős sikerét a 2008-as Európa-bajnokságon érte el, ahol a válogatottal bejutottak a döntőbe, miután az elődöntőben legyőzték a német válogatottat. A 2014-es kontinensviadalon megismételték ezt a teljesítményt, míg a 2012-es londoni olimpián bronzérmet szerzett a nemzeti csapat alapembereként.

## Pályafutása

### Klubkarrier
Beatriz Fernández Ibáñez Santander városában született, a kézilabda alapjaival pedig a Club Polideportivo Goya Almería csapatánál ismerkedett, majd itt mutatkozott be az élvonalban is. Klubkarrierjének nagy részét hazai csapatokban töltötte, a Balonmano Sagunto együttesével kupát nyert. 2012-ben légiósnak állt, a francia Fleury-hez igazolt, és az itt töltött három év alatt több trófeát is nyert, a 2014-2015-ös szezon végén bajnoki címet ünnepelhetett. 2016 januárjában hazaigazolt a Bera Bera-hoz, majd májusban váratlanul bejelentette visszavonulását.

## Statisztika

### Válogatott

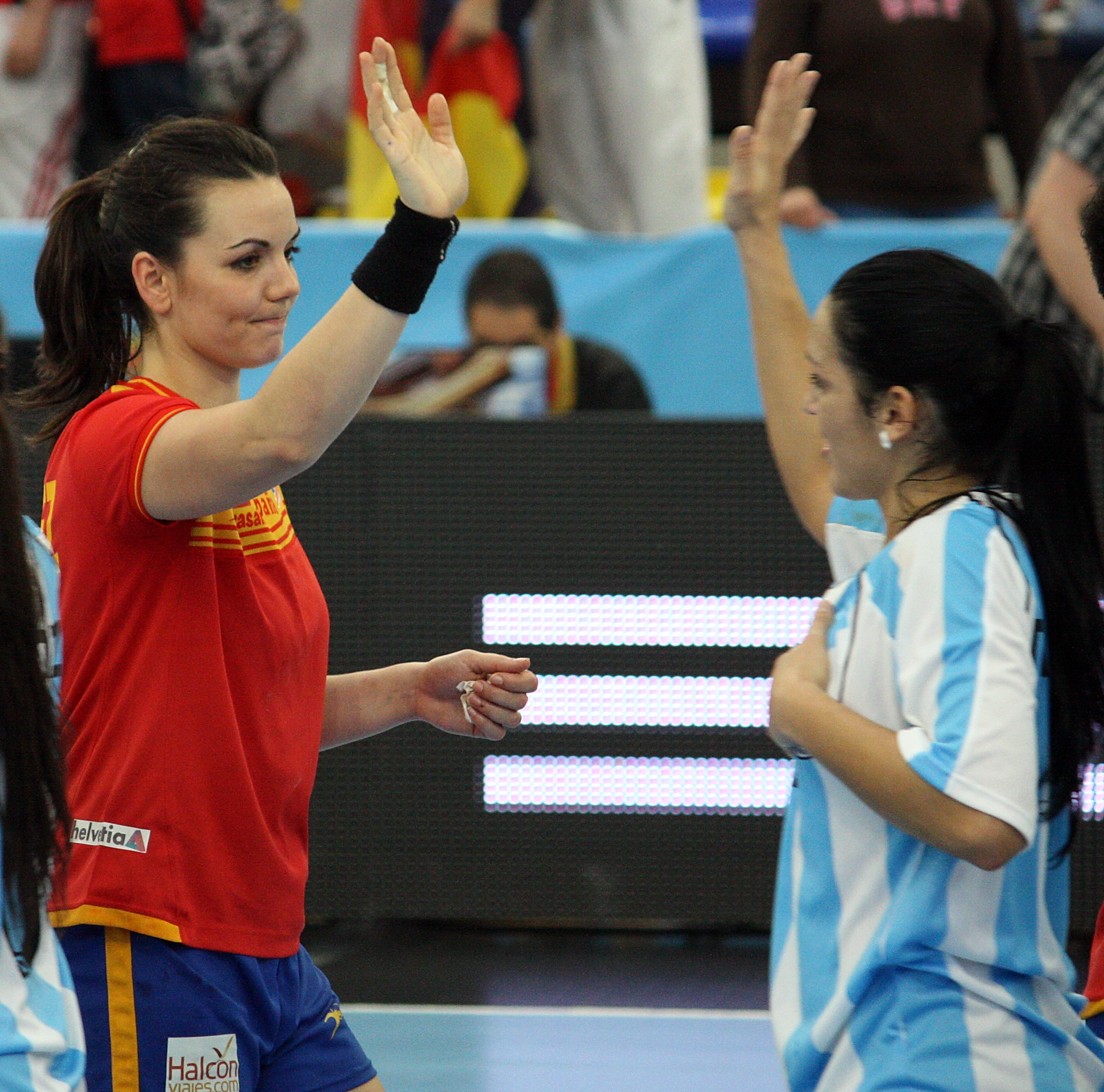
Beatriz a 2012-es londoni olimpián, az Argentína elleni mérkőzésen.

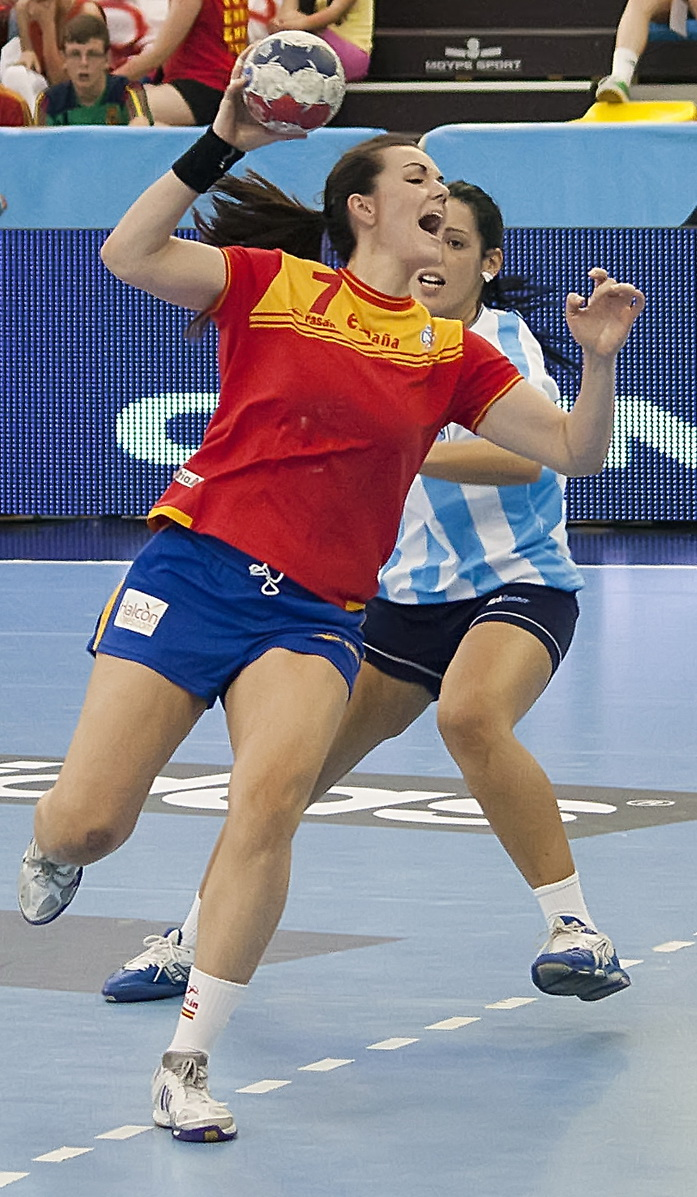
Ugyanazon a mérkőzésen akció közben.

#### Olimpia
| Torna                          | Rendező ország | Eredmény  | Mérkőzés | Gól |
| ------------------------------ | -------------- | --------- | -------- | --- |
| 2012-es nyári olimpiai játékok | Nagy-Britannia | Bronzérem | 8        | 19  |

#### Világbajnokság
| Torna                                | Rendező ország | Eredmény | Mérkőzés | Gól |
| ------------------------------------ | -------------- | -------- | -------- | --- |
| 2007-es női kézilabda-világbajnokság | Franciaország  | 10. hely |          |     |
| 2009-es női kézilabda-világbajnokság | Kína           | 4. hely  |          |     |
| 2013-as női kézilabda-világbajnokság | Szerbia        | 10. hely |          |     |

#### Európa-bajnokság
| Torna                                  | Rendező ország               | Eredmény   | Mérkőzés | Gól |
| -------------------------------------- | ---------------------------- | ---------- | -------- | --- |
| 2008-as női kézilabda-Európa-bajnokság | Macedónia                    | Ezüstérem  | 8        | 22  |
| 2010-es női kézilabda-Európa-bajnokság | Dánia és Norvégia            | Középdöntő | 6        | 6   |
| 2012-es női kézilabda-Európa-bajnokság | Szerbia                      | Középdöntő | 6        | 18  |
| 2014-es női kézilabda-Európa-bajnokság | Magyarország és Horvátország | Ezüstérem  | 7        | 10  |

### Klubcsapat
| Trófea                     | Klub              | Ország        | Szezon  |
| -------------------------- | ----------------- | ------------- | ------- |
| Spanyol női kézilabdakupa  | Balonmano Sagunto | Spanyolország | 2007–08 |
| ABF-kupa                   | Balonmano Sagunto | Spanyolország | 2007–08 |
| Francia kézilabdakupa      | Fleury Loiret HB  | Franciaország | 2013–14 |
| Francia kézilabda-ligakupa | Fleury Loiret HB  | Franciaország | 2014–15 |
| Francia bajnokság          | Fleury Loiret HB  | Franciaország | 2014–15 |